# Chinon (AOC)
Pour l’article homonyme, voir Chinon.
Le chinon est un vin d'appellation d'origine contrôlée produit autour de Chinon, en Indre-et-Loire. La surface représente 2 300 hectares avec comme cépage pour les vins rouges et rosés le cabernet franc N et le cabernet sauvignon N, et pour les vins blancs le chenin B.

## Histoire
La crise du phylloxera touche durement le vignoble à la fin du XIXe siècle. Création de l'appellation en 1937. Apparition de l'enjambeur dans les années 1960-70 qui remplace le cheval. Les techniques viticoles et vinicoles ont bien évolué depuis les années 1960 (vendange en vert, table de triage, cuve en inox, pressoir électrique puis pneumatique etc.).

## Situation géographique

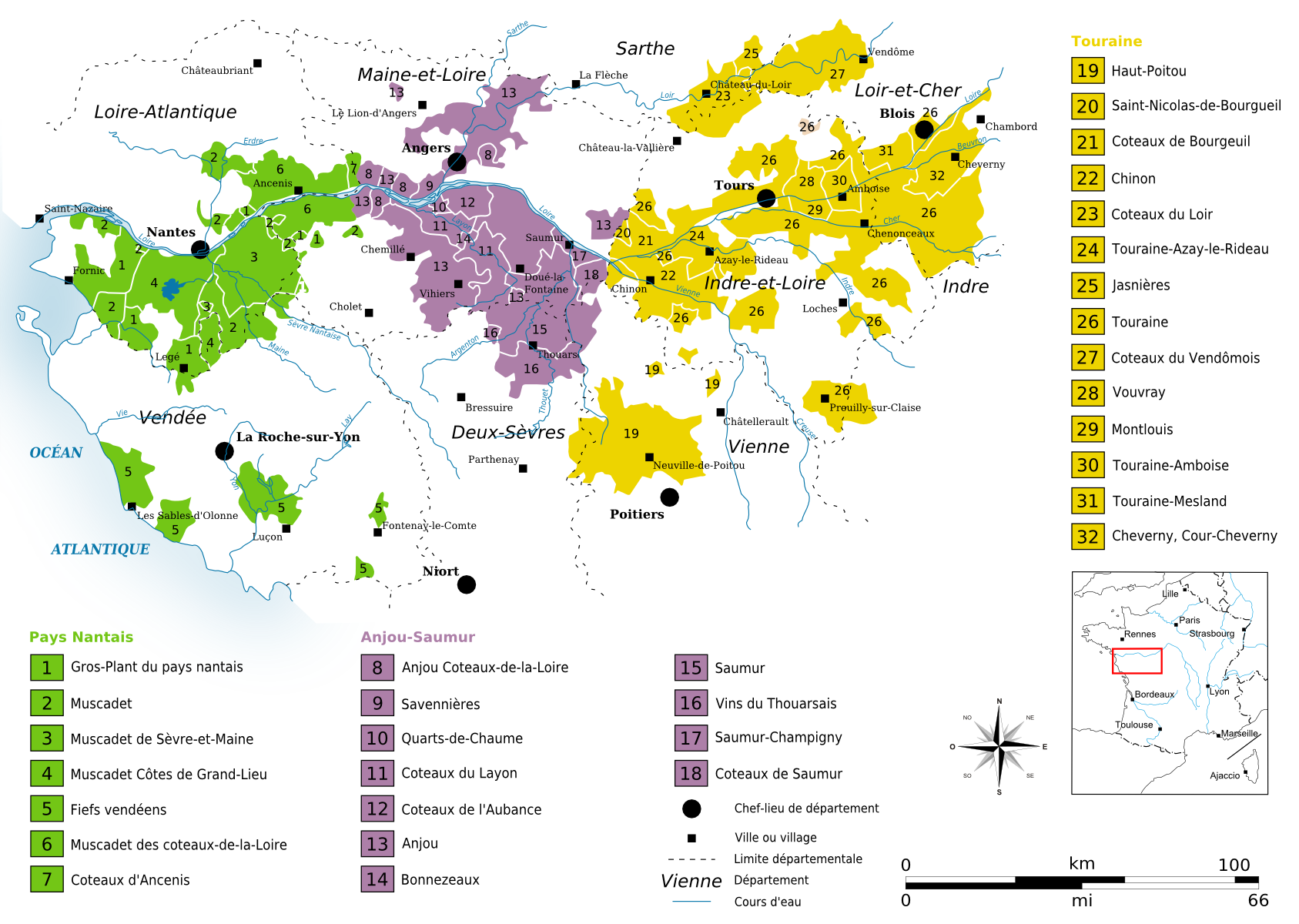
Les régions viticoles de Touraine, d'Anjou et de Basse Loire

Ce vignoble situé autour de la ville de Chinon, incluant les deux rives de la Vienne et jusqu'au confluent de la Loire, s'étend sur 26 communes d'Indre-et-Loire.

### Géologie et orographie
Il y a trois types de sols : le premier avec les terrasses alluviales des rives gauches de la Loire et de la Vienne, composées de graviers et de sables. Le deuxième se situe sur les coteaux et buttes calcaires, composés de craie et de tuffeau. Le troisième se situe au sommet des coteaux avec des argiles à silex et des sables. Les terrasses de la Loire sont très sableuses.

### Climatologie
[style à revoir]
C'est un climat tempéré d'influence océanique dégradé. Le Chinonais est l'une des seules régions viticoles françaises à être parcourue[Quoi ?] de vents soufflant dans des directions variables, du sud-ouest puis de l'est, qui la rendent alternativement soumise aux influences océaniques et continentales.
Pour la ville de Tours (alt. 108 m), les valeurs climatiques de 1965 à 1990 sont :
| Mois                                                                              | Janv | Fév  | Mars | Avr  | Mai  | Juin | Juil | Août | Sept | Oct  | Nov  | Déc  | Année |
| --------------------------------------------------------------------------------- | ---- | ---- | ---- | ---- | ---- | ---- | ---- | ---- | ---- | ---- | ---- | ---- | ----- |
| Températures minimales moyennes °C                                                | 1,6  | 2    | 3,3  | 5    | 8,4  | 11,4 | 13,1 | 12,9 | 10,8 | 7,9  | 3,8  | 2,3  | 6,9   |
| Températures moyennes °C                                                          | 4,2  | 5,1  | 7,3  | 9,6  | 13,2 | 16,5 | 18,9 | 18,6 | 16,1 | 12,3 | 7,1  | 4,8  | 11,2  |
| Températures maximales moyennes °C                                                | 6,9  | 8,2  | 11,3 | 14,3 | 18,1 | 21,7 | 24,6 | 24,3 | 21,4 | 16,7 | 10,5 | 7,4  | 15,4  |
| Moyennes mensuelles de précipitations (mm)                                        | 63,3 | 61,6 | 54,3 | 51,4 | 67,5 | 47,5 | 53   | 40,9 | 54,3 | 61   | 63   | 65,9 | 683,7 |
| Source : Archives climatologiques mensuelles - Tours Saint-Symphorien (????-1990) |      |      |      |      |      |      |      |      |      |      |      |      |       |

## Vignoble

### Présentation
La production s’étend sur environ 2 300 hectares avec un volume de 110 000 hectolitres. Les vins produits sont majoritairement des rouges, il n'y a que 13 % de rosés et 2 % blancs.

### Encépagement
Les cépages utilisés sont le cabernet franc N (appelé localement cabernet breton) et le cabernet-sauvignon N (dans la limite de 10 % pour ce dernier) pour les vins rouges et rosés. Les vins blancs ont pour cépage le Chenin B.

### Méthodes culturales

#### Travail manuel
Ce travail commence par la taille. Le tirage des sarments suit la taille. Les sarments sont enlevés et peuvent être brûlés ou mis au milieu du rang pour être broyés. On passe ensuite aux réparations. Éventuellement des plantations de greffes. L'ébourgeonnage peut débuter dès que la vigne a commencé à pousser. Cette méthode permet, en partie, de réguler les rendements. Le relevage est pratiqué lorsque la vigne commence à avoir bien poussé. En général, deux à trois relevages sont pratiqués. Pour finir avec le travail manuel à la vigne se réalise l'étape importante des vendanges.

#### Travail mécanique
L'enjambeur est d'une aide précieuse. Les différents travaux se composent du broyage des sarments ; de trou fait à la tarière, là où les pieds de vignes sont manquants ; de labourage ou griffage, réalisé dans le but d'aérer les sols et de supprimer des mauvaises herbes. De désherbage. De plusieurs traitements des vignes, réalisés dans le but de les protéger contre certaines maladies cryptogamiques (mildiou, oïdium, pourriture grise, etc.). De plusieurs rognages consistant à reciper ou couper les branches de vignes (rameaux) qui dépassent du système de palissage. Des vendanges mécaniques se réalisant avec une machine à vendanger ou une tête de récolte montée sur un enjambeur.

### Rendements
Les rendements sont pour les vins rouges et rosés de 55 hectolitres par hectare pour le rendement de base et 67 hectolitres par hectare pour le rendement butoir. Les vins blancs ont un rendement de base de 65 hectolitres par hectare et de 75 hectolitres par hectare pour le rendement butoir.

## Vins

### Titres alcoométriques volumique minimal et maximal
Le titre alcoométrique volumique des vins rouges et rosés est de 10,5 % volume au minimal et de 13 % volume au maximal. Le titre alcoométrique volumique des vins blancs est situé à 10,5 % volume au minimal et à 13 % volume au maximal.

### Vinification et élevage
Voici les méthodes générales de vinification pour cette appellation. Il existe cependant des petites différences de méthode entre les différents viticulteurs, négociants et caves coopératives.

#### Vinification en rouge

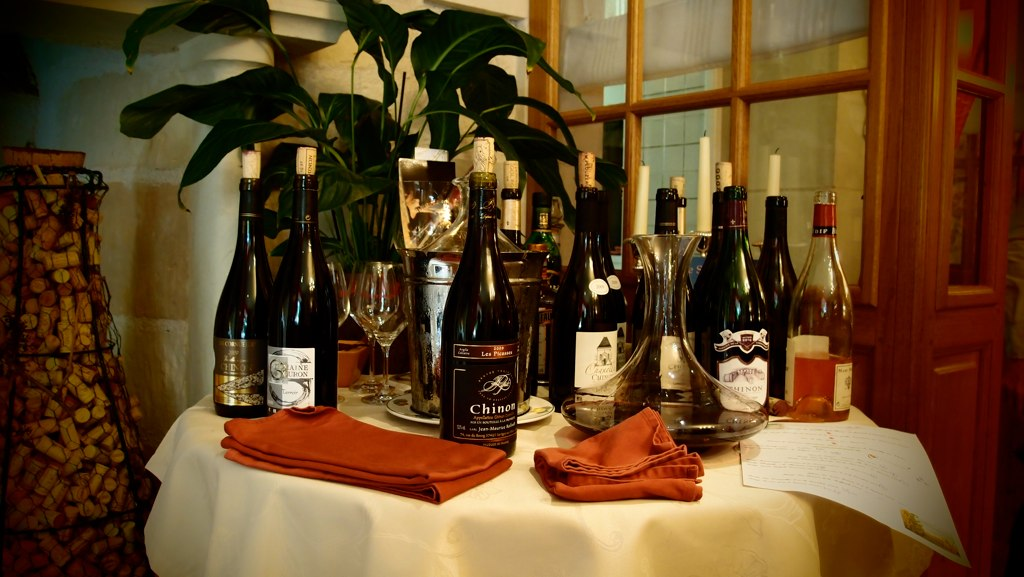
Dégustation verticale des AOC Chinon rouges

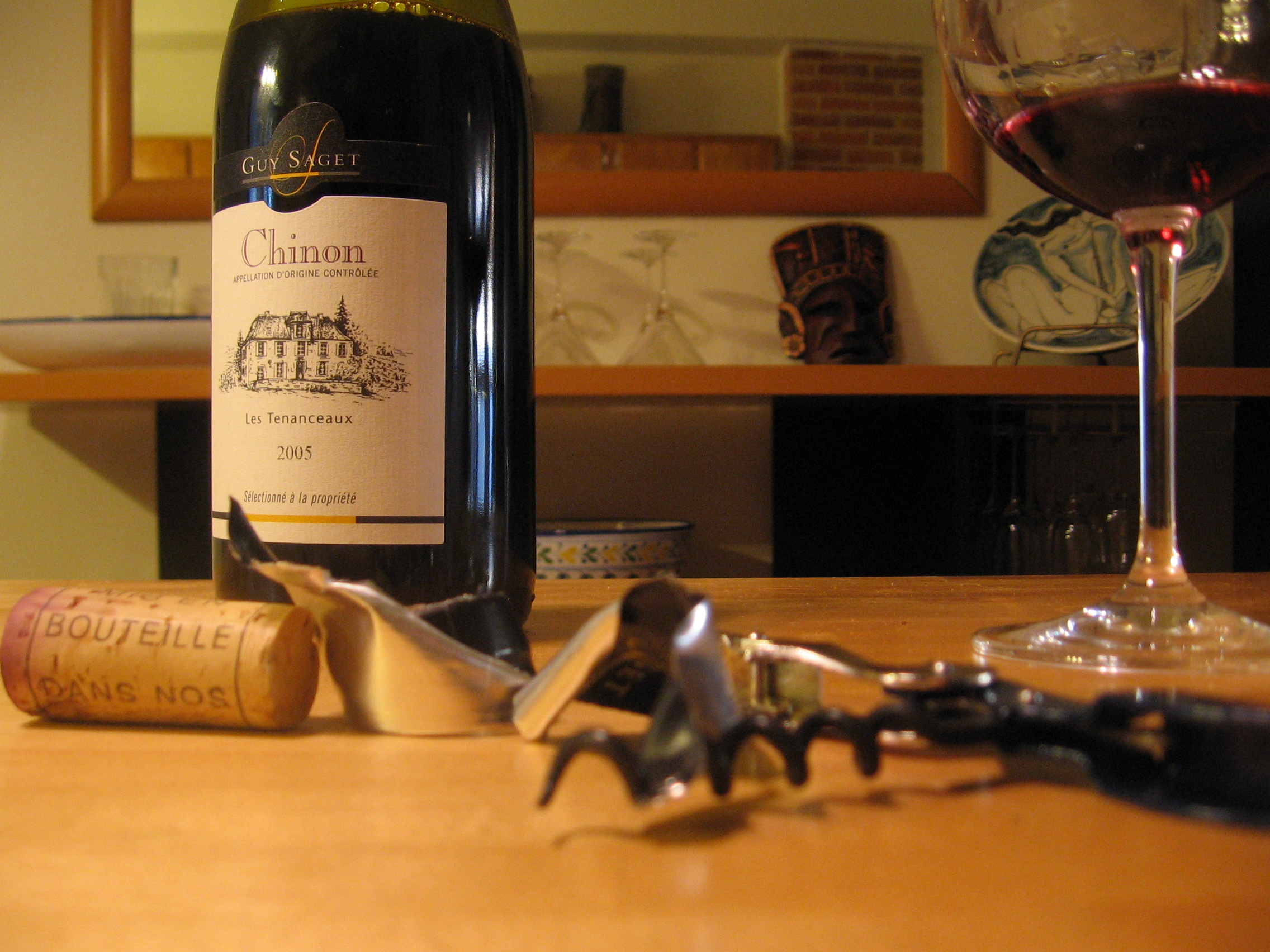
AOC chinon rouge

La récolte des raisins se fait à maturité et de façon manuelle ou mécanique. La vendange manuelle est parfois triée, soit à la vigne soit à la cave avec une table de tri, ce qui permet d'enlever les grappes pourries ou insuffisamment mûres. La vendange manuelle est généralement éraflée puis mise en cuve. Une macération pré-fermentaire à froid est quelquefois pratiquée. La fermentation alcoolique peut démarrer, le plus souvent après un levurage. Commence alors le travail d'extraction des polyphénols (tanins, anthocyanes) et autres éléments du raisin. L'extraction se faisait par pigeage, opération qui consiste à enfoncer le chapeau de marc dans le jus en fermentation. Plus couramment, l'extraction est conduite aussi par des remontages, opération qui consiste à pomper le jus depuis le bas de la cuve pour arroser le chapeau de marc et ainsi lessiver les composants qualitatifs du raisin. Les températures de fermentation alcoolique peuvent être plus ou moins élevées, avec une moyenne générale de 28 à 35 degrés au maximum de la fermentation. La chaptalisation est réalisée si le degré naturel est insuffisant : cette pratique est réglementée. À l'issue de la fermentation alcoolique suit l'opération de décuvage qui donne le vin de goutte et le vin de presse. La fermentation malolactique se déroule après mais est dépendante de la température. Le vin est soutiré et mis en fût ou cuve pour son élevage. L'élevage se poursuit pendant plusieurs mois (6 à 24 mois) puis le vin est collé, filtré et mis en bouteilles.
Le chinon rouge peut être un vin de garde ; le plus grand millésime, dit « millésime du millénaire », a été la récolte de 1989. Les vendanges de 1959 ont donné un vin remarquable qui est considéré comme « millésime du siècle ». Les années 1945, 1947, 1976 et 2005 ont donné des millésimes exceptionnels possiblement encore consommables et appréciés lors des dégustations verticales.

Millésimes historiques proposés lors de la dégustation verticale des 15 et 16 septembre 2011 à Chinon
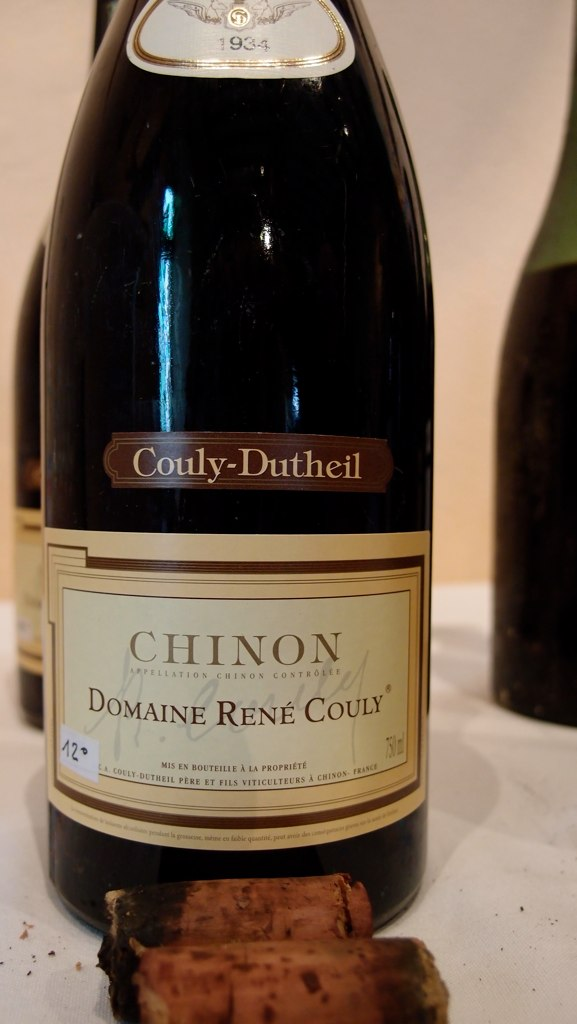
Millésime 1934
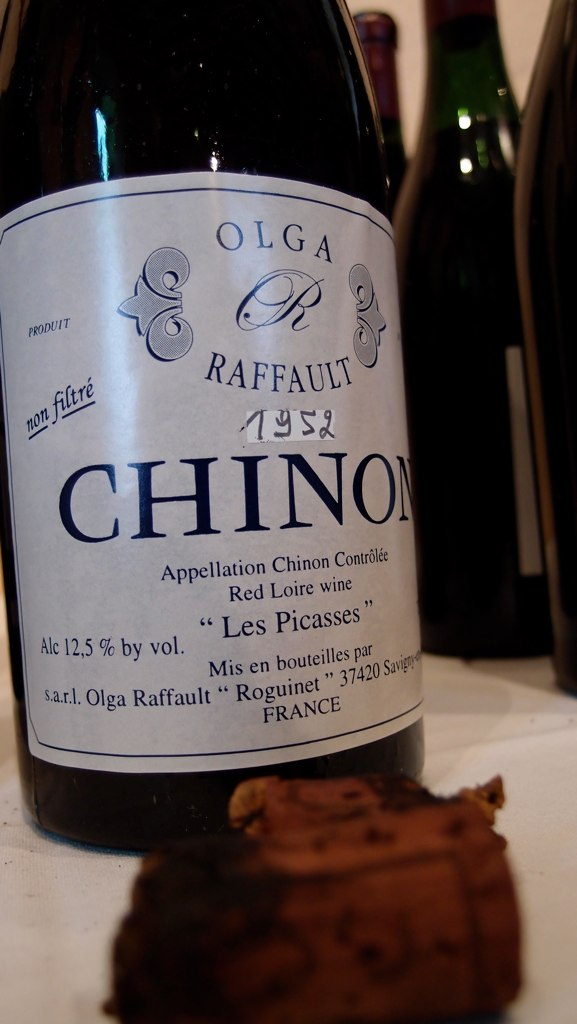
Millésime 1952
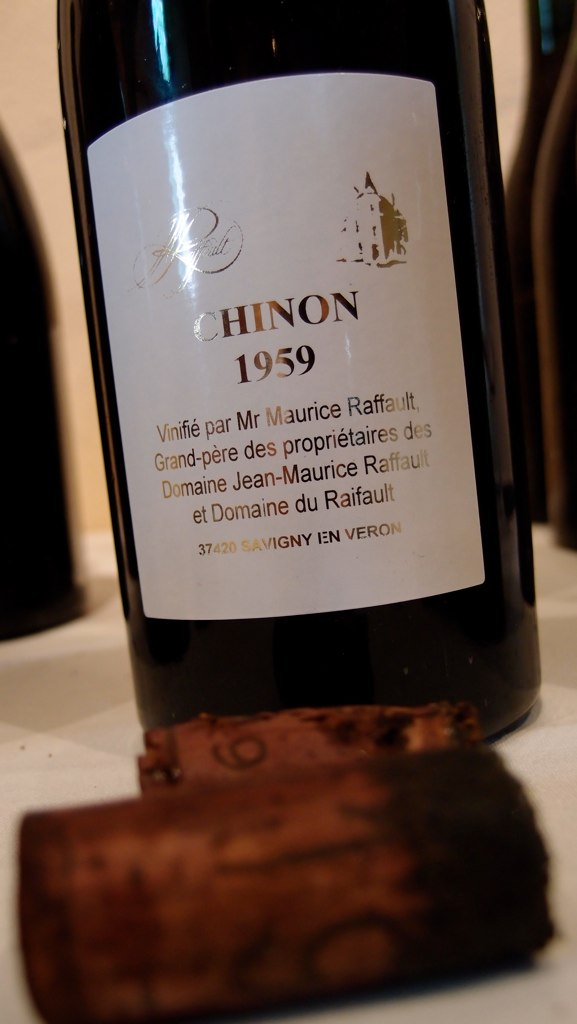
Millésime 1959

Les vins de la première moitié du XXe siècle, sauf cas exceptionnels, sont trop âgés pour être dégustables. Cependant, un voyage de presse organisé par la profession les 15 et 16 septembre 2011 a permis de découvrir de vieux et excellents millésimes à partir de 1934.

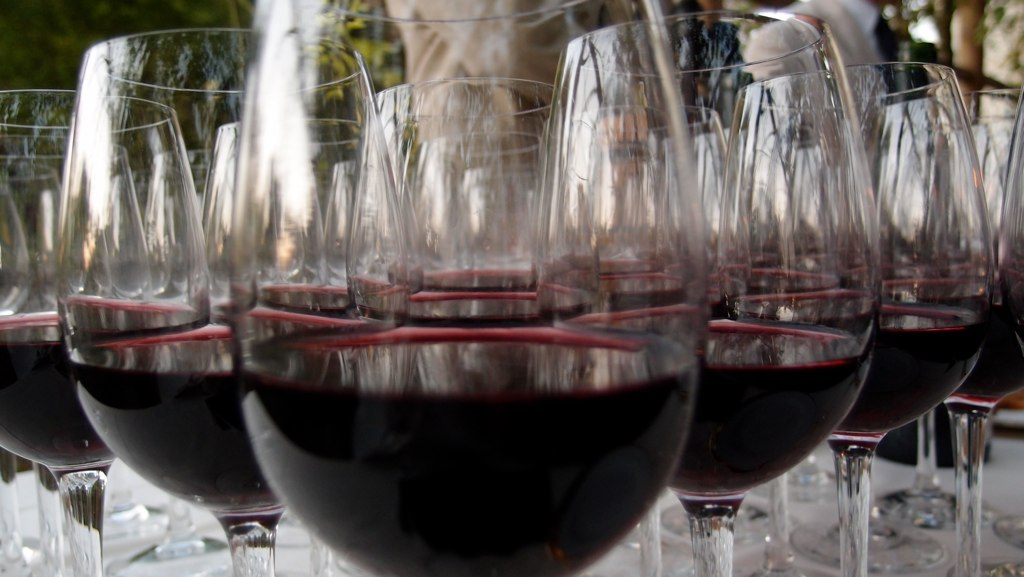
Dégustation du 15 septembre 2011
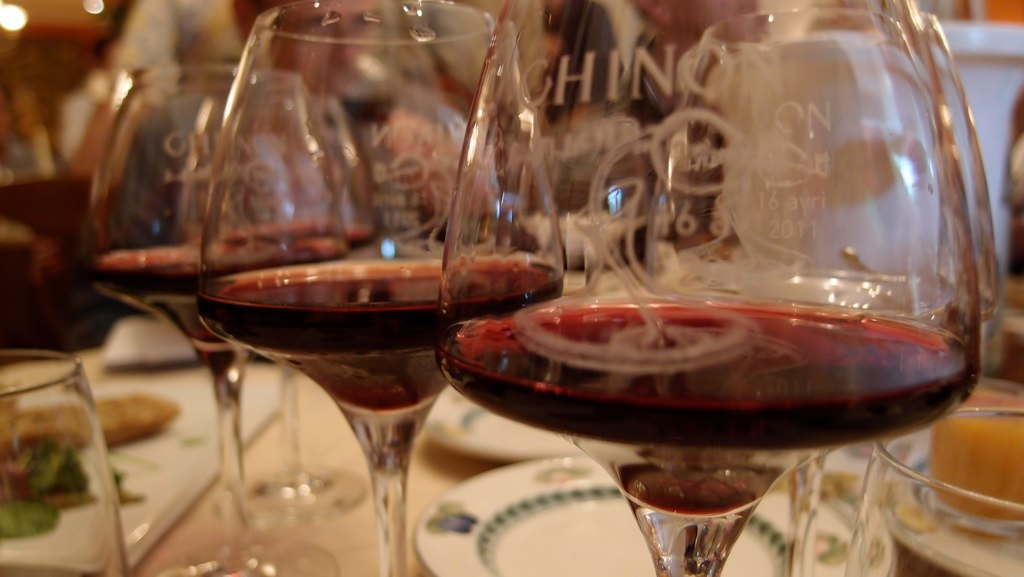
Dégustation du 16 septembre 2011

#### Vinification en blanc

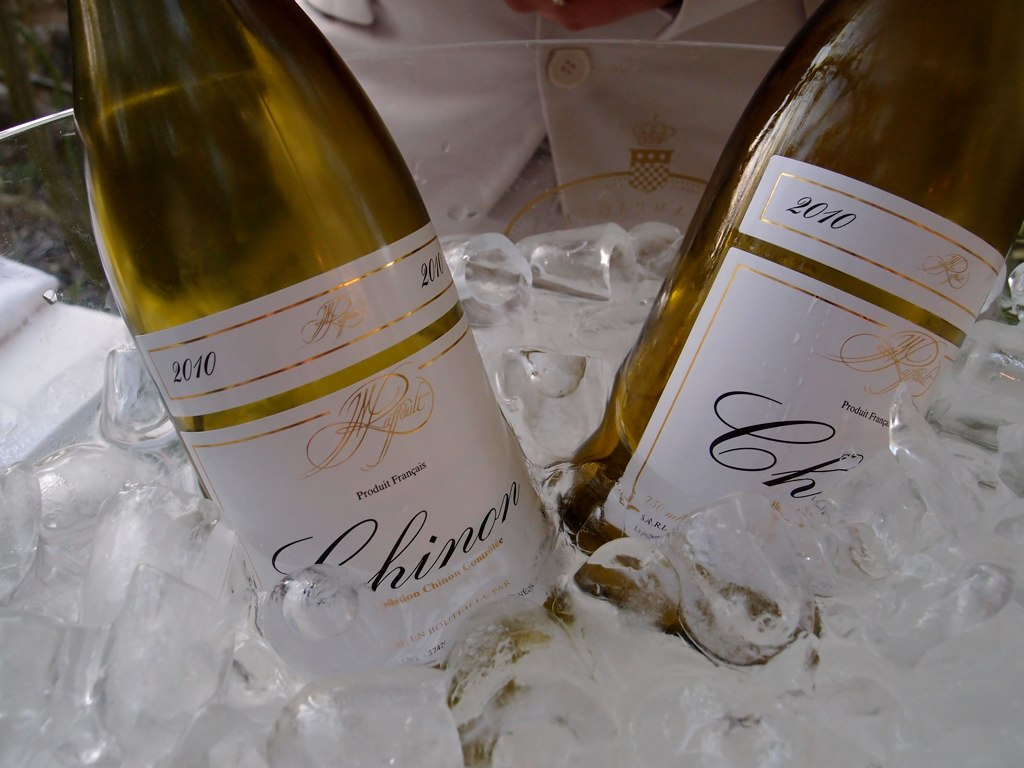
AOC Chinon blanc, 2010

Comme pour le rouge, la récolte est manuelle ou mécanique et peut être triée. Les raisins sont ensuite transférés dans un pressoir pour le pressurage. Une fois le moût en cuve, le débourbage est pratiqué généralement après un enzymage. À ce stade, une stabulation préfermentaire à froid (environ 10 à 12 degrés pendant plusieurs jours) peut être recherchée pour favoriser l'extraction des arômes. Mais le plus souvent, après 12 à 48 heures, le jus clair est soutiré et mis à fermenter. La fermentation alcoolique se déroule avec un suivi tout particulier pour les températures qui doivent rester à peu près stables (18 à 24 degrés). La chaptalisation est aussi pratiquée pour augmenter le titre alcoométrique volumique si nécessaire. La fermentation malolactique puis l'élevage est réalisée en fût ou en cuve. À la fin, la filtration du vin est pratiquée pour rendre les vins plus limpides. La mise en bouteille clôture l'opération.

#### Vinification en rosé
La récolte est manuelle ou mécanique. Deux méthodes sont utilisées avec soit le pressurage (rosé de pressurage), soit une mise en cuve de la vendange pour un début de macération : c'est la saignée (rosé de saignée), effectuée avec le tirage du jus de la cuve. La fermentation alcoolique se passe en cuve comme pour le blanc avec suivi de température, chaptalisation, etc. La fermentation malolactique suit généralement. L'élevage se passe en cuve, parfois en fût. Enfin, le vin est filtré et mis en bouteille.

### Terroir et vins
Les vins rouges ont une robe légère avec des nuances grenat (sol de gravier) ou pourpre (sol calcaire). Les vins rouges provenant de gravier ont des arômes de fruits rouges avec une bouche légère et délicate. Les vins rouges provenant des coteaux et plateaux d’argile à silex et de tuffeau donnent des vins avec des arômes de fruits noirs compotés, d’épices douces et de gibier, la bouche est corsée et charpentée. Les vins blancs ont une bouche minérale.

### Gastronomie, garde et température de service
Les vins rouges accompagnent bien des viandes blanches et rouges, des volailles, des gibiers et des fromages légers. Leur durée de garde va de 2 à 5 ans pour les vins de graviers (15 à 16 degrés de température de service) et de 10 à 20 ans pour les vins de tuffeau (17 à 18 degrés de température de service). Les vins rosés s'accordent bien avec des poissons grillés et en sauce, leur durée de garde se situe vers 5 ans et ils se servent vers 12 degrés. Les vins blancs accompagnent des viandes froides, de la charcuterie et des crudités ; ils se gardent aux alentours de 5 ans et se servent à une température d'environ 12 degrés.

Accord mets et AOC Chinon
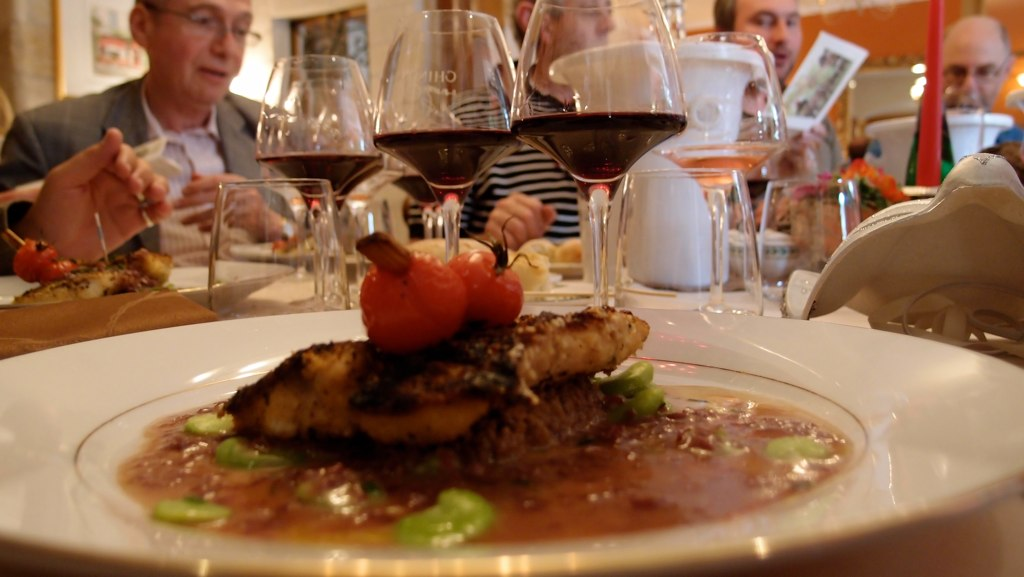
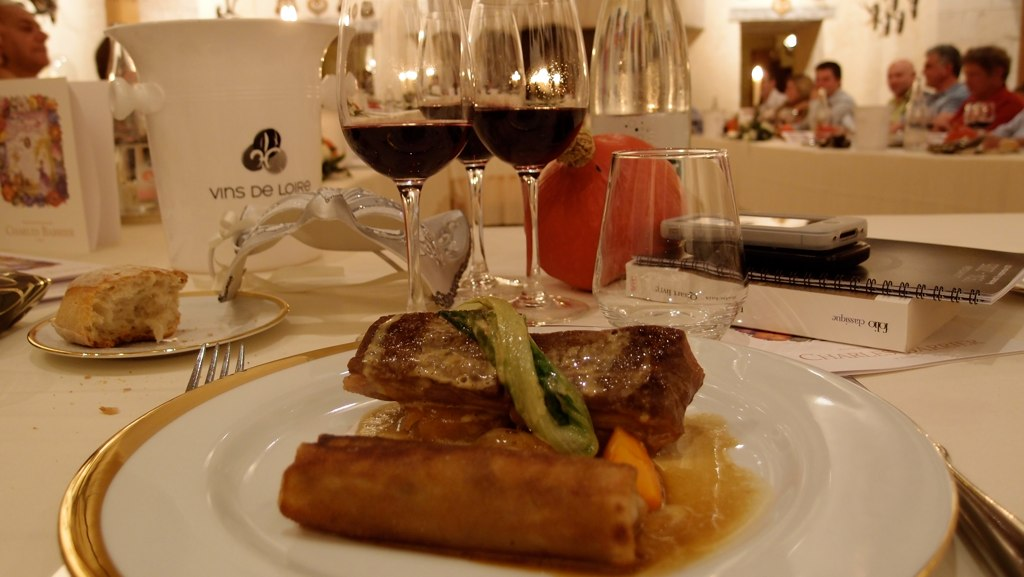
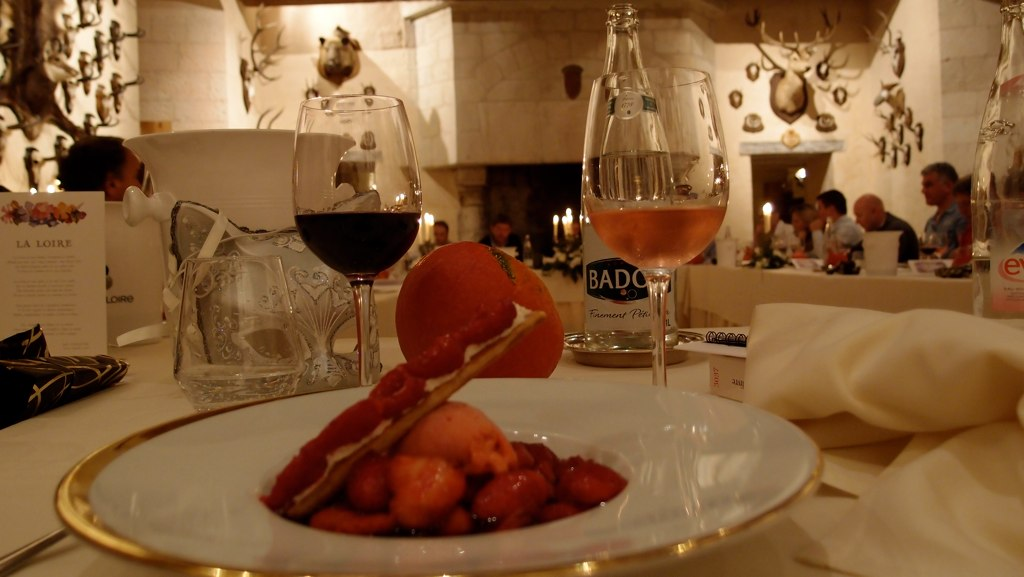

## Économie

### Commercialisation
La commercialisation de cette appellation se fait par divers canaux de vente : dans les caveaux du viticulteur, dans les salons des vins (vignerons indépendants, etc.), dans les foires gastronomiques, par exportation, dans les cafés-hôtels-restaurants (C.H.R.), dans les grandes et moyennes surfaces (G.M.S.).

### Structure des exploitations

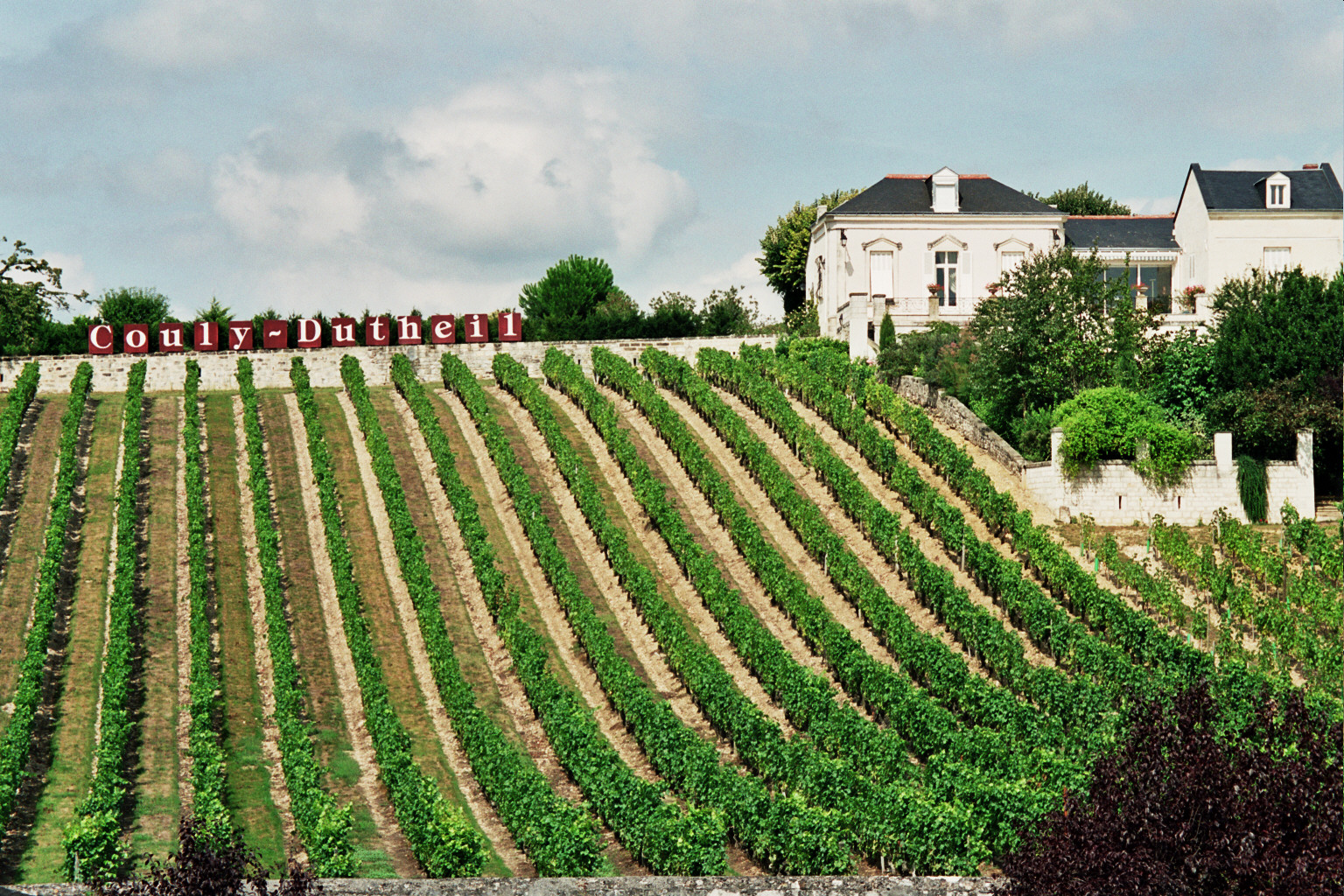
Vignoble du domaine Couly-Dutheil

Il existe des domaines de tailles différentes. Ces domaines mettent tout ou une partie de leurs propres vins en bouteilles et s'occupent aussi de le vendre. Les autres, ainsi que ceux qui ne vendent pas tous leurs vins en bouteilles, les vendent aux maisons de négoce.
Les caves coopératives et leurs apporteurs sont des vignerons. Ces derniers peuvent leur amener leurs récoltes, ou bien la cave coopérative vendange elle-même (machine à vendanger en général). 
Les maisons de négoce achètent leurs vins, en général, en vin fait (vin fini) mais parfois en raisin ou en moût. Elles achètent aux domaines et passent par un courtier en vin qui sert d'intermédiaire moyennant une commission de l'ordre de 2 % à la charge de l'acheteur.

### Listes des producteurs
En 2005, cette AOC comprenait 254 producteurs avec 237 viticulteurs dont 238 vinifiaient leurs vins. Sur ces vinificateurs, il y avait 221 domaines, 1 cave coopérative et 16 maisons de négociants.